# Thanapon Aiemkumchai
Thanapon Aiemkumchai (ธนภณ เอี่ยมกำชัย; nascido em 1 de maio de 1995), conhecido pelo apelido de Pon (ภณ) é um ator e cantor tailandês. Ele é mais conhecido por seus papéis em The Moment (2020), Pit Babe (2023) e This Love Doesn't Have Long Beans (2024).

## Início da vida e educação
Pon nasceu na Tailândia em 1 de maio de 1995, filho de pais chineses. Ele se formou como bacharel pela Faculdade de Ciências e Tecnologia da Universidade Thammasat.

## Carreira
Em 2020, Pon fez sua estreia como ator na televisão como Bay, personagem principal na minisérie The Moment ao lado de Thanathip Srithongsuk (Bank). Nesse mesmo ano, ele reprisou o papel na 2ª temporada da série chamada The Moment Since e estrelou como Phai, personagem coadjuvante na série Gen Y.
Ele lançou seu primeiro single "Sai Ta Yao" (สายตายาว) em janeiro de 2022.
Em 2023, Pon estrelou como Met, personagem principal na série Make a Wish, e depois como Jeff, personagem coadjuvante na série Pit Babe ao lado de Hemmawich Kwanamphaiphan (Sailub).
Em 2024, Pon estrelou como Plawan na série This Love Doesn't Have Long Beans ao lado de Hemmawich Kwanamphaiphan (Sailub).

## Filmografia

### Cinema
| Ano  | Título      | Personagem | Notas           |
| ---- | ----------- | ---------- | --------------- |
| 2020 | The Message | Pon        | Papel principal |

### Televisão
| Ano  | Título                            | Personagem | Notas            | Canal     |
| ---- | --------------------------------- | ---------- | ---------------- | --------- |
| 2020 | The Moment                        | Bay        | Papel principal  | Line TV   |
| 2020 | The Moment Since                  | Bay        | Papel principal  | Line TV   |
| 2020 | Gen Y                             | Phai       | Papel recorrente | Channel 3 |
| 2021 | Gen Y 2ª Temporada                | Phai       | Papel recorrente | Channel 3 |
| 2023 | Make a Wish                       | Met        | Papel principal  | Viu       |
| 2023 | Pit Babe                          | Jeff       | Papel recorrente | One31     |
| 2024 | This Love Doesn't Have Long Beans | Plawan     | Papel principal  | One31     |
| 2025 | Pit Babe 2ª Temporada             | Jeff       | Papel recorrente | One31     |

## Prêmios e indicações
| Ano  | Associações                | Categoria                                                | Nomeações                         | Resultado |
| ---- | -------------------------- | -------------------------------------------------------- | --------------------------------- | --------- |
| 2024 | Y Universe Awards          | Prêmio de Artista Mais Fofo                              | Pit Babe                          | Indicado  |
| 2024 | Thailand Box Office Awards | Melhor Casal do Ano (junto com Hemmawich Kwanamphaiphan) | This Love Doesn't Have Long Beans | Indicados |